# Introgression
Dans le domaine de la génétique (des plantes notamment), le mot introgression (ou « introgressive hybridization » pour les anglophones) désigne le transfert (naturel ou dans certaines circonstances plus ou moins contrôlées) de gènes d'une espèce vers le bassin génétique d'une autre espèce génétiquement assez proche pour qu'il puisse y avoir interfécondation.
Ce transfert de gènes se fait par hybridation d'individus suivie de rétrocroisements successifs avec des représentants de l'espèce hôte (uniquement ou très majoritairement). L'apport du transfert génomique depuis l'autre espèce vient se fondre dans celui de l'espèce hôte et la forme de vie résultante est ainsi, du point de vue génétique, très similaire à l'originale.
L'introgression est utilisée pour créer artificiellement de nouvelles variétés dans le domaine de la domestication végétale (agriculture, horticulture) et animale. Pour ce faire, à chaque génération, on sélectionne pour les rétrocroisements les hybrides (partiels) qui possèdent le ou les traits recherchés et le minimum d'autres traits (parfois non souhaités) résultant de l'hybridation.

## Typologies des introgressions
On peut distinguer :
- L'introgression est dite naturelle quand elle se fait spontanément, mais les circonstances peuvent en être involontairement mises en place par l'Homme (ex. d'hybridations du cerf Sika introduit en Irlande ou Écosse sur les territoires du Cerf élaphe).
- L'introgression génétique est dite délibérée quand il s'agit d'un processus (création d'organismes génétiquement modifiés par exemple) plus ou moins bien contrôlé par l'Homme, pour engendrer à long terme des objets de sélection génétique ; elle peut alors impliquer de nombreuses générations d'hybrides avant la survenue du rétrocroisement - par exemple pour tenter de restaurer un animal proche de l'Auroch préhistorique. En élevage, elle consiste par exemple « à inclure dans le génome d’une race sélectionnée A, un et un seul gène favorable, G, d’une race B par ailleurs moins productive ». Cela se fait généralement par un premier croisement A × B, suivi d’une série de croisements en retour (Backcross) des descendants dotés du gène G, par la race A. Tous ces descendants sont par construction hétérozygotes Gg. Des marqueurs génétiques[2],[3] sont maintenant utilisés pour mieux trier les animaux selon leur génotype (au locus majeur, c’est-à-dire par choix de reproducteurs porteurs de G) et ensuite pour trier dans les reproducteurs dotés de G mais les plus proches du type génétique A[4].
- Des introgressions peuvent involontairement être provoquées par l'Homme en cas de déplacement d'espèces hors de leur territoire (mauvaises herbes y compris).

## Introgression et biodiversité
L'introgression est l'une des sources de variation et de diversité génétique dans les populations naturelles partout où une espèce est sympatrique d'une autre espèce proche, avec interfécondation possible et qu'il y a eu des hybrides féconds.
Un exemple d’introgression adaptative : la souris domestique européenne (Mus musculus domesticus) a acquis une capacité à résister à un type de pesticide grâce à un gène qu’elle a reçu par hybridation d’une autre espèce éloignée de souris (Mus spretus),.
Elle peut avoir des effets importants sur la dynamique des populations, la génétique des populations dans les zones où vivent des hybrides, en étant également à long terme source de spéciation et de « rayonnement adaptatif ».
C'est l'une des principales causes de la spéciation et des adaptations « radiatives » dans le mode sympatrique.
L'introgression est un phénomène omniprésent chez les plantes, les animaux, et même chez l'homme. Dans le cas de l'être humain, les différentes théorie et modèles sur les premières migrations humaines constituent la base des études de ces introgressions, particulièrement développées dans l'hypothèse la plus en vigueur, celle de l'hybridation entre les humains archaïques et modernes.

## Différence avec l'hybridation simple
L'introgression produit un mélange complexe de gènes parentaux, alors que l'hybridation simple produit un mélange plus homogène qui, à la première génération est un mélange homogène des gènes des deux espèces parentales.

## Introgression et risque de pollution génétique
C'est par exemple l'introgression d'un ou plusieurs transgènes d'une plante transgénique à une espèce sauvage parente, à la suite d'une hybridation réussie menant (intentionnellement ou non) à des phénomènes de « pollution génétique ».
Un autre exemple important est étudié par Arnold & Bennett 1993 avec les espèces d'iris du sud de la Louisiane.